# Seliștea Nouă, Călărași
Seliștea Nouă este o localitate din Raionul Călărași, Republica Moldova.
În preajma satului este amplasată rezervația peisagistică Căbăiești–Pîrjolteni.